# Platysenta subluxa
Platysenta subluxa là một loài bướm đêm trong họ Noctuidae.